# Megascops
Megascops es un género de aves strigiformes en la familia Strigidae. Son búhos pequeños, nativos del continente americano. El género tiene actualmente 24 especies reconocidas.

## Descripción
Todos los miembros de este género son pequeños, compactos y ágiles. La especie Megascops asio es uno de los búhos más pequeños de América del Norte. Las hembras son generalmente más grandes que los machos.
En general, su plumaje tiene varias tonalidades de marrón, con la parte inferior más pálida con diversos dibujos que favorecen el camuflaje ante la corteza de los árboles. Algunas especies son polimórficos y pueden manifestarse con un plumaje de color gris o marrón-rojizo.
La mayoría de las especies es activa principalmente en la noche y se alimenta de grandes insectos y otras presas pequeñas.

### Especies

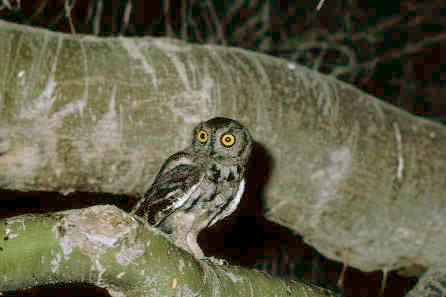
Megascops kennicottii

Se reconoce actualmente 24 especies:
- Megascops albogularis (Cassin, 1849) – autillo gorgiblanco;
- Megascops asio (Linnaeus, 1758) – tecolote oriental;
- Megascops atricapilla (Temminck, 1822) – autillo capirotado;
- Megascops barbarus (P. L. Sclater & Salvin, 1868) – tecolote barbudo o autillo barbudo ;
- Megascops centralis (Hekstra, 1982) – autillo vermiculado;
- Megascops choliba (Vieillot, 1817) – autillo chóliba;
- Megascops clarkii (L. Kelso & E. H. Kelso, 1935) – autillo serrano;
- Megascops colombianus (Traylor, 1952) – autillo colombiano;
- Megascops cooperi (Ridgway, 1878) – autillo de manglar o tecolote de Cooper;
- Megascops gilesi Krabbe, 2017 – autillo de Santa Marta;
- Megascops guatemalae (Sharpe, 1875) – autillo guatemalteco;
- Megascops hoyi (C. Koenig & Straneck, 1989) – autillo fresco;
- Megascops ingens (Salvin, 1897) – autillo pálido;
- Megascops kennicottii (Elliot, 1867) – tecolote occidental o autillo californiano;
- Megascops koepckeae (Hekstra, 1982) – autillo de Koepcke;
- Megascops marshalli (Weske & Terborgh, 1981) – autillo de Marshall;
- Megascops nudipes (Daudin, 1800) – autillo puertorriqueño o mucarito de Puerto Rico;
- Megascops petersoni (Fitzpatrick & O'Neill, 1986) – autillo de Peterson, autillo canela;
- Megascops roboratus (Bangs & Noble, 1918) – autillo peruano;
- Megascops sanctaecatarinae (Salvin, 1897) – autillo de Santa Catarina;
- Megascops seductus (R. T. Moore, 1941) – autillo del Balsas o tecolote del Balsas;
- Megascops trichopsis (Wagler, 1832) – autillo bigotudo, tecolote bigotudo, tecolote rítmico;
- Megascops vermiculatus Ridgway, 1887 – autillo vermiculado;
- Megascops watsonii (Cassin, 1849) – autillo del Amazonas.

## Galería

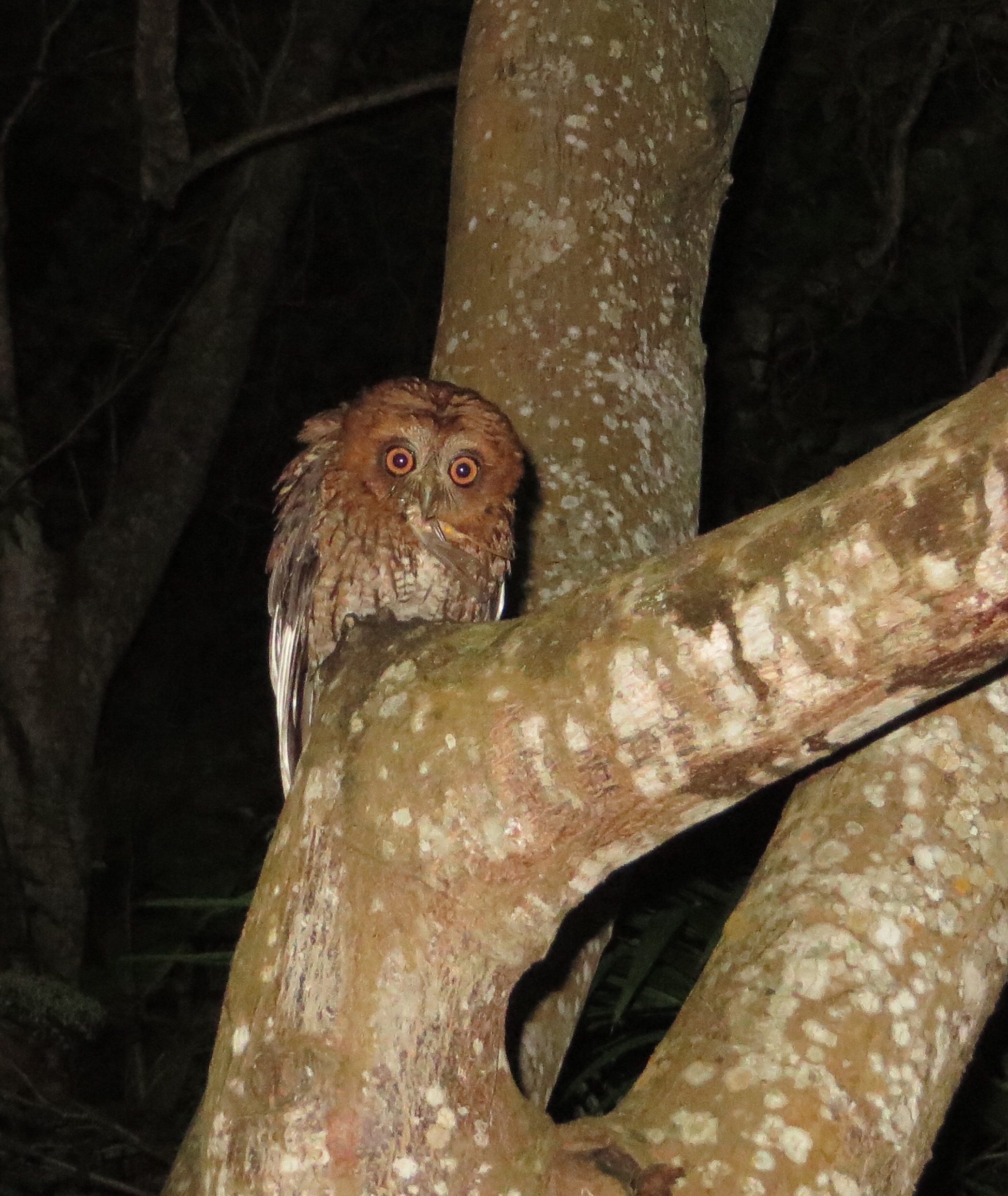
Megascops nudipes en Puerto Rico
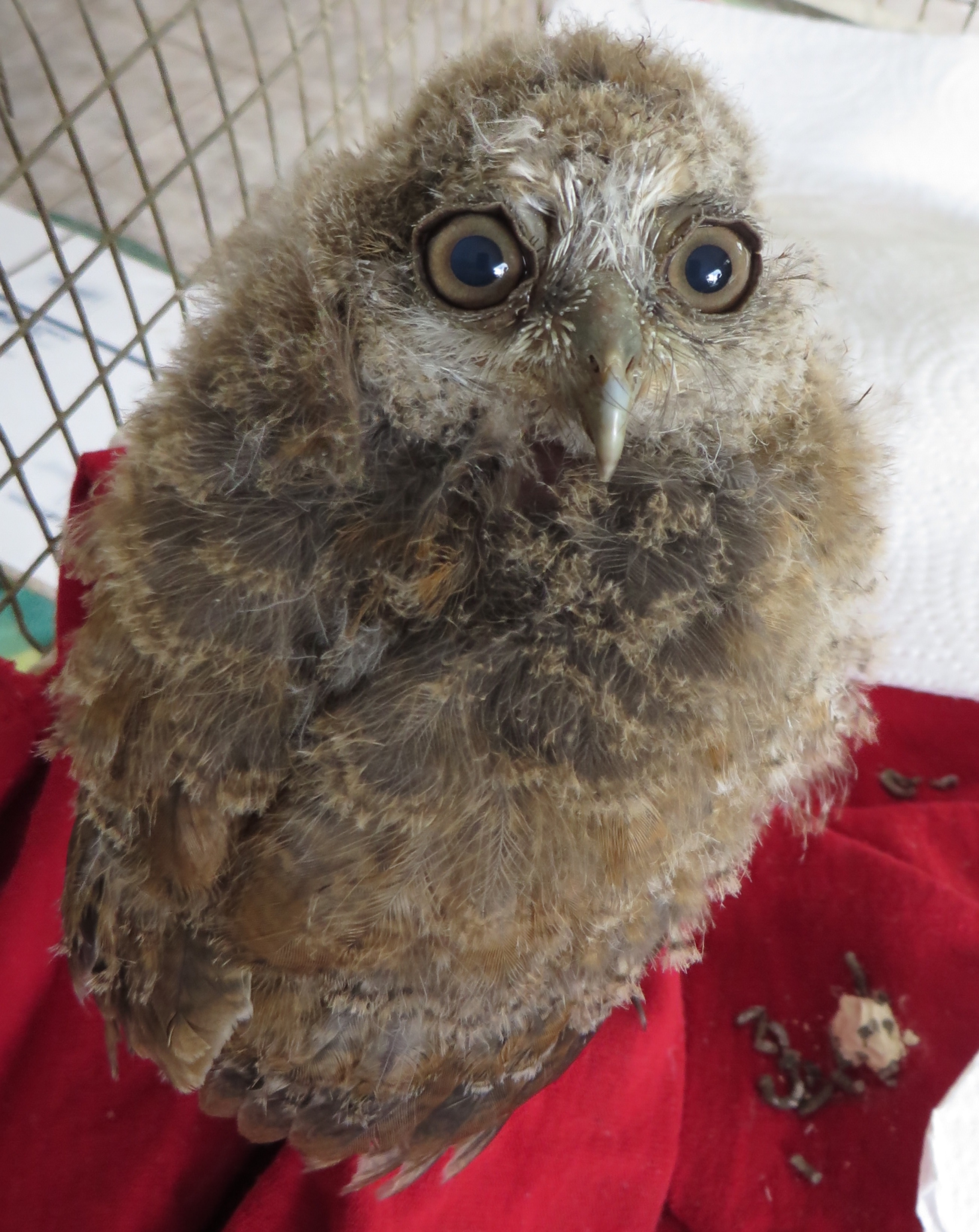
Cría de Megascops nudipes
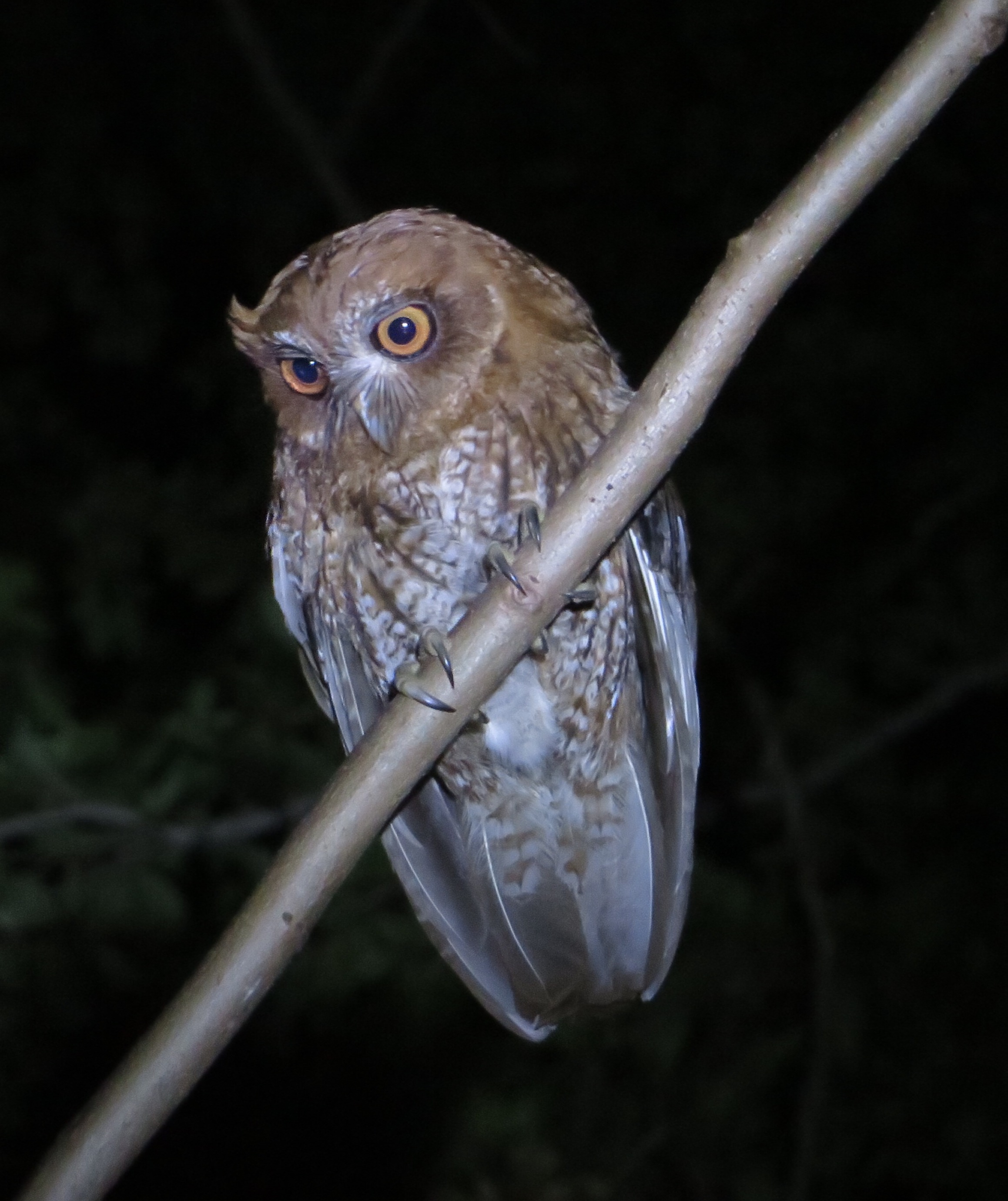
Megascops nudipes sobre un árbol de flamboyán